# Jerzy Kukuczka

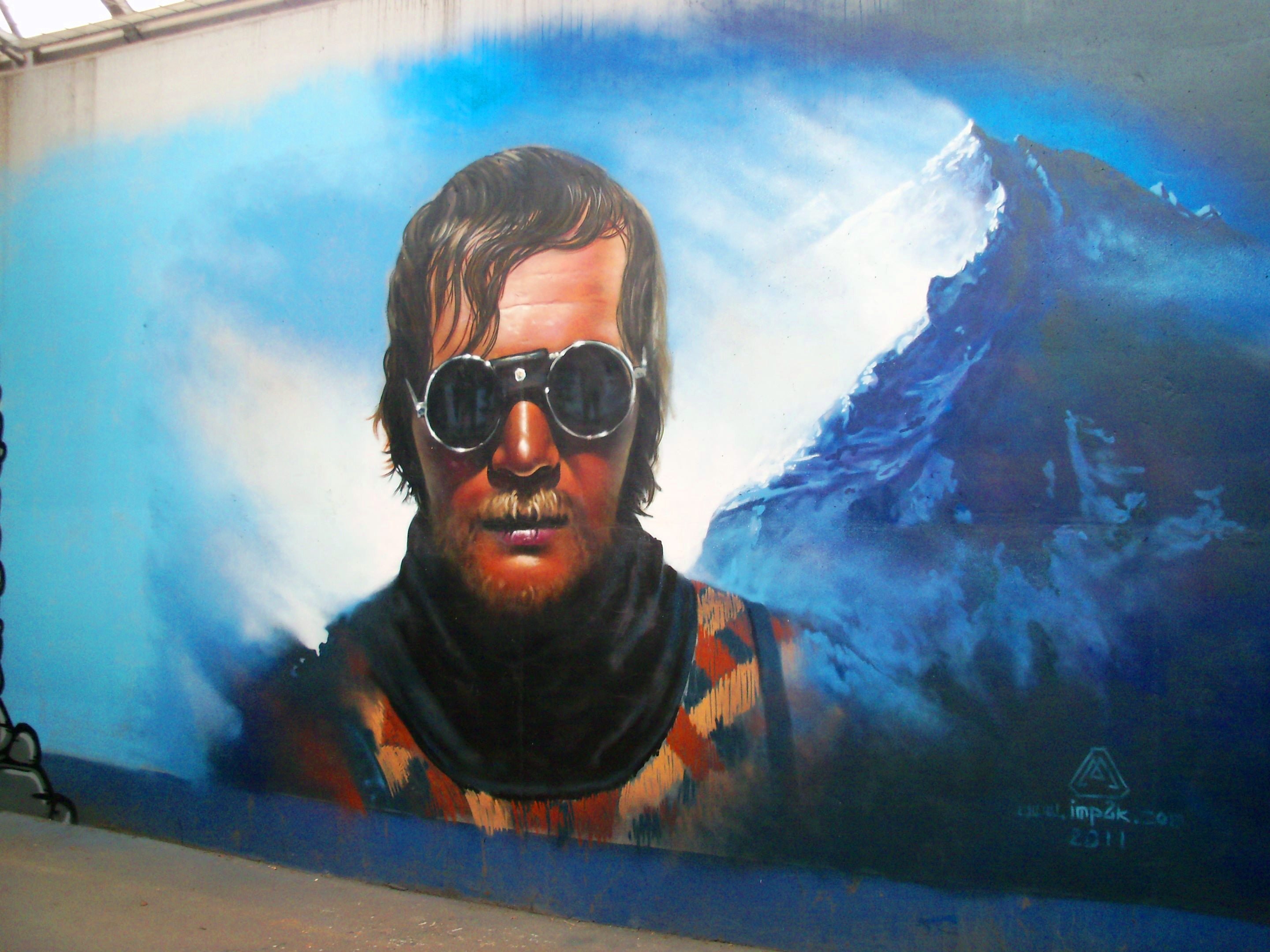
Kukuczka graffiti in Katowice

Józef Jerzy Kukuczka (Katowice, 24 maart 1948 – Lhotse, 24 oktober 1989) was een Poolse bergbeklimmer. Op 18 september 1987 werd hij de tweede man, na Reinhold Messner, die alle 14 achtduizenders heeft beklommen in de wereld.

## Achtduizenders
Kukuczka wordt binnen de gemeenschap van bergbeklimmers beschouwd als een van de beste klimmers in de historie. Hij beklom alle veertien bergen binnen acht jaar, in een korter tijdsbestek dan welke klimmer dan ook. Daarnaast legde hij tien nieuwe routes vast en beklom vier toppen zelfs in de winter. Hij was een van de weinige Poolse Himalayabeklimmers die zich specialiseerde in winterbeklimmingen.
1. 1979 — Lhotse - normale route
2. 1980 — Mount Everest - nieuwe route
3. 1981 — Makalu - nieuwe route, solo
4. 1982 — Broad Peak - normale route
5. 1983 — Gasherbrum II - nieuwe route
6. 1983 — Gasherbrum I - nieuwe route
7. 1984 — Broad Peak - nieuwe route
8. 1985 — Dhaulagiri - eerste winterbeklimming
9. 1985 — Cho Oyu - tweede winterbeklimming, nieuwe route
10. 1985 — Nanga Parbat - nieuwe route
11. 1986 — Kanchenjunga - eerste winterbeklimming
12. 1986 — K2 - nieuwe route
13. 1986 — Manaslu - nieuwe route
14. 1987 — Annapurna I - eerste winterbeklimming
15. 1987 — Shisha Pangma - nieuwe route

Met uitzondering van de Mount Everest beklom hij alle toppen zonder extra zuurstof.
Kukuczka overleed op 24 oktober 1989, bij een poging de tot dan toe onbeklommen zuidflank van de Lhotse in Nepal te beklimmen. Dit gebeurde op een hoogte van ongeveer 8.200 meter gezekerd aan een 6 millimeter tweedehands lijn die hij had gevonden op een markt in Kathmandu (volgens Ryszard Pawłowski, Kukuczkas klimmaatje op die tragische dag). De hoofdlijn was versleten en onbruikbaar geworden waardoor men besloot deze reservelijn te gebruiken, maar deze bleek gescheurd of doorgesneden door een eerdere val waardoor Kukuczka te pletter viel.